# RUFオートモービル

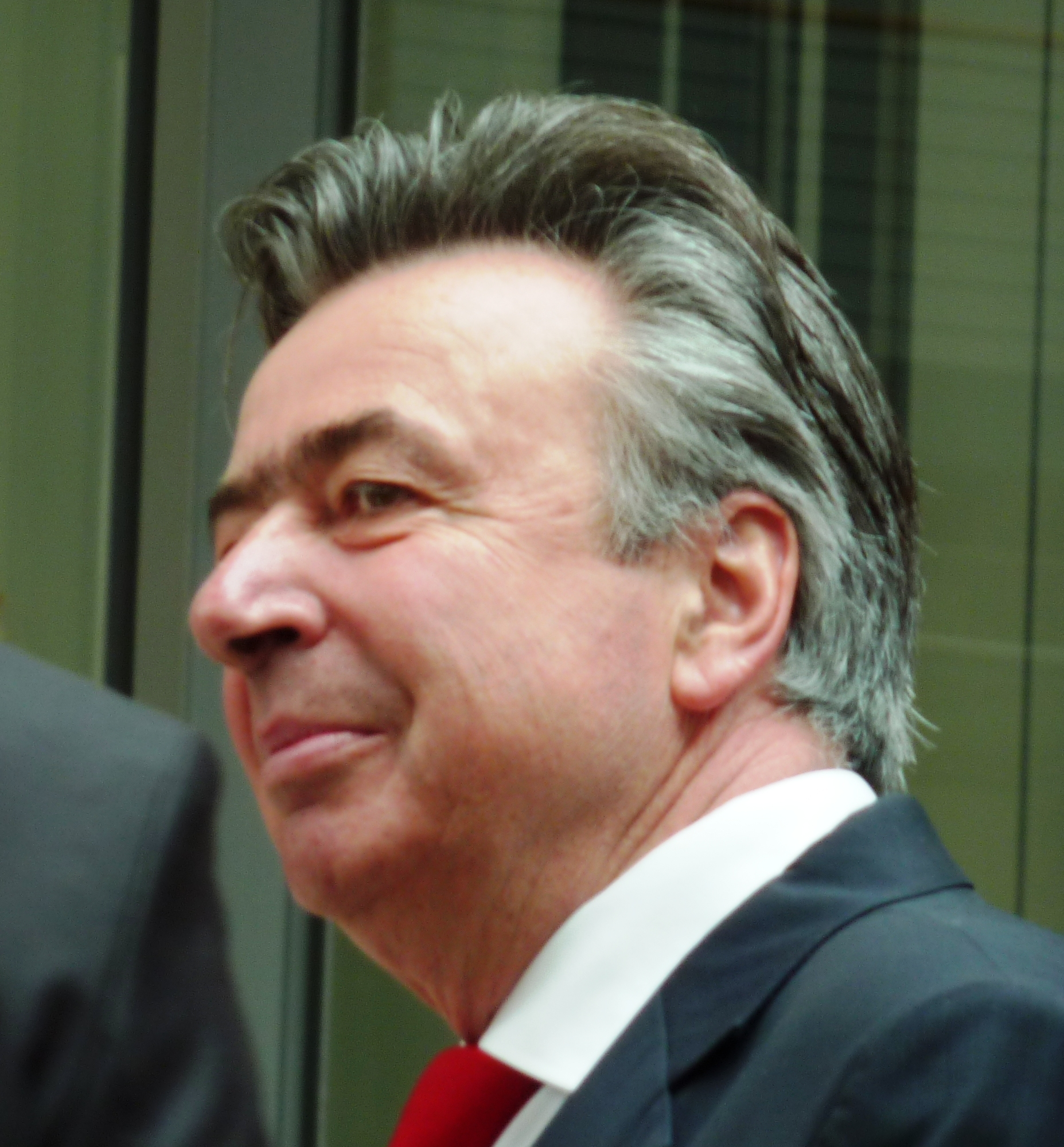
アロイス・ルーフ・ジュニア（2010年）

RUFオートモービル（ルーフオートモービル）は、創業者アロイス・ルーフ（初代）によるポルシェを基に独自の車造りを行うドイツの自動車メーカーである。一般のチューニングメーカーとは異なり、独自性の高い車造りを行い、そして排気ガスや耐久性等の社会的責任を持つことからドイツ自動車工業会（Verband der Automobilindustrie ）に所属が認められている。
ポルシェはコンピューターゲームでの車両使用権利をエレクトロニック・アーツの『ニード・フォー・スピード』シリーズとマイクロソフトから発売されている『Forza Motorsport』シリーズにのみ付与していたことから、それ以外のレースゲーム（『グランツーリスモシリーズ』など）ではRUFブランドの車種が収録されることが多かった。この契約は2016年を最後に終了しており、以降のゲーム作品ではポルシェが登場することが多い。
日本での正規輸入は京都にあるRTCが取り扱っている。

## 歴史

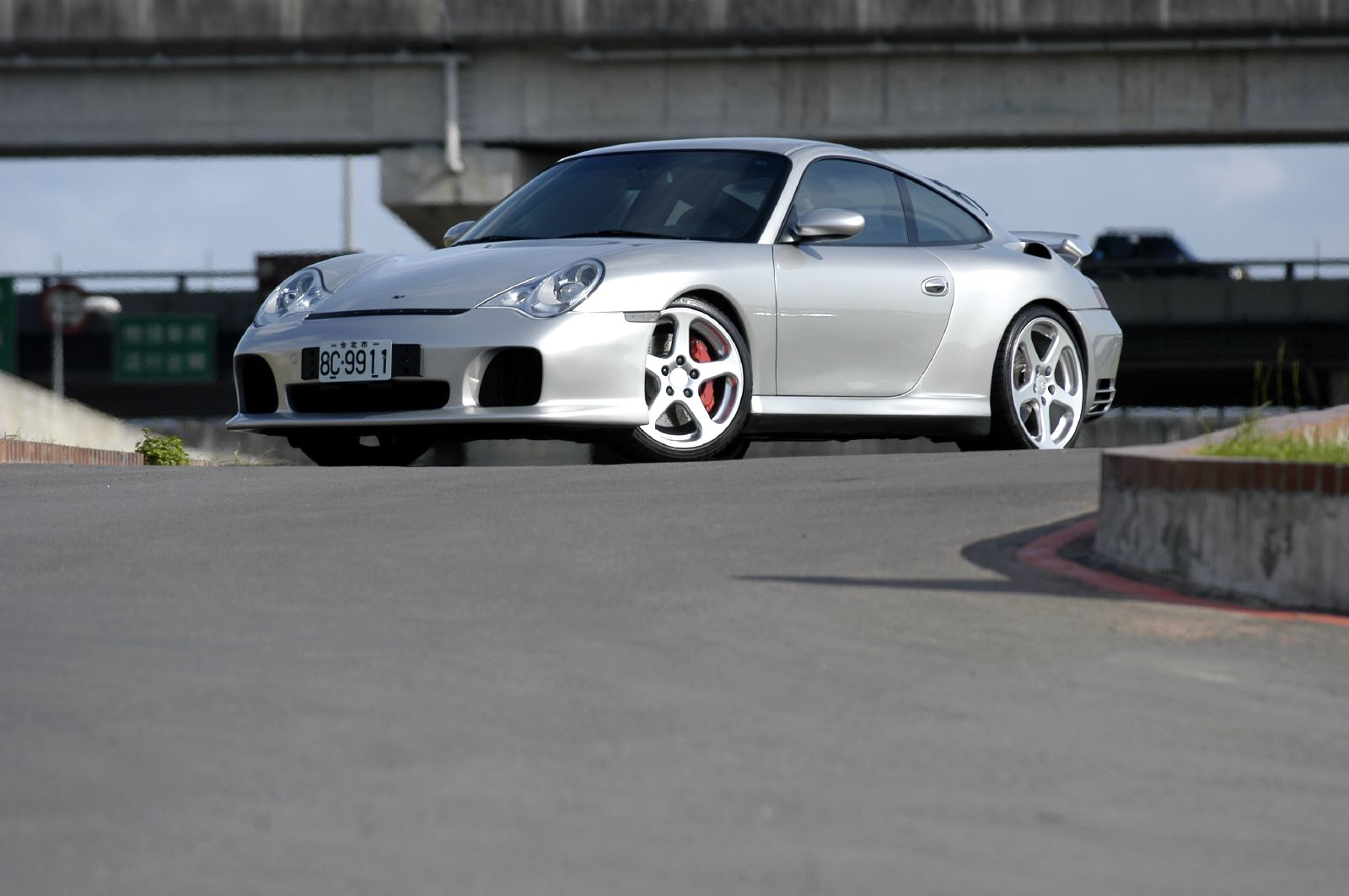
Rターボ

1939年にアロイス・ルーフ（初代）により設立された。当初は整備工場以外にガソリンスタンドを併設していた。1940年代後半に車のデザインをするようになり、後にフォルクスワーゲン・タイプ1のチューニングを始めた。1974年に初代アロイスが死去すると息子アロイス（二代目／ジュニア）が会社を引き継ぎ現在に至っている。

## 車種

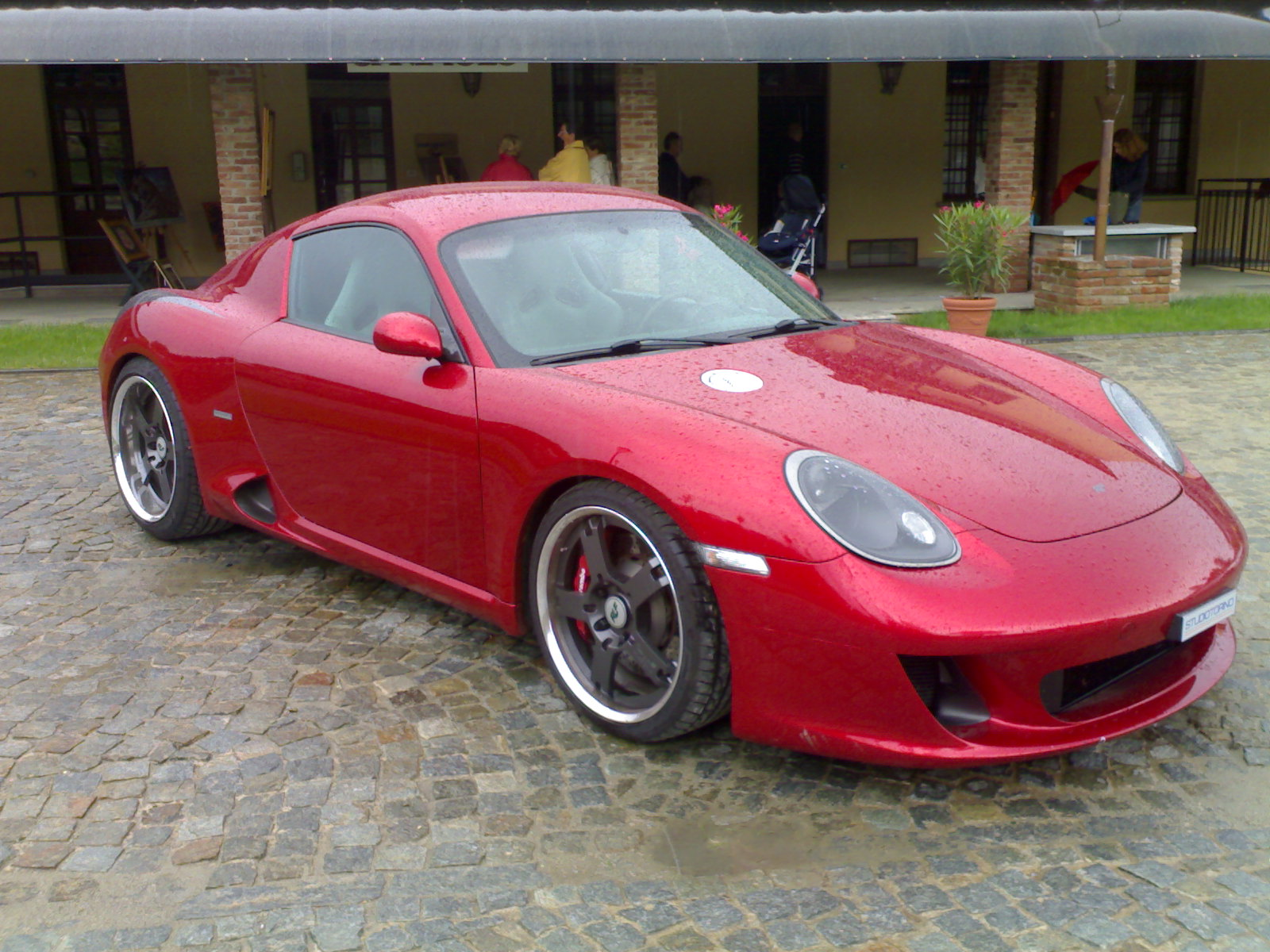
RKクーペ

### 現行車種
- CTR3
- RGT
- RUF・RODEO
- SCR (2018)
- RUF・CTR ANNIVERSARY
- R/RKスパイダー
- 3400Kクーペ/ロードスター
- RKC
- RUF・RXL
- R/Rtロードスター
- RUF・Rt35

### 以前販売されていたモデル
- CTR
- CTR2
- Rターボ
- RtR
- Rt12
- R/RKクーペ
- SCR 4.2
- SCR 3.2
- RCT
- BTR
- ターボR
- Rコンプレッサー
- 3400S
- 3600S